# Jean Lemaire de Belges
Pour les articles homonymes, voir Jean Lemaire et Lemaire.
Jean Lemaire, Jean Le Maire ou Jehan Le Maire (1473-1524) est un poète et un chroniqueur hennuyer, d'expression française. 
Il serait né soit à Bavay (où un collège porte son nom), soit à Hargnies, soit à Belges, un hameau du Hainaut, selon les sources. 
Il se fera appeler plus tard  Jean Lemaire de Belges, en référence au mythique roi gaulois Belgius, supposé fondateur de Bavay.

## Biographie
Ce disciple de Crétin était le neveu du chroniqueur et poète Jean Molinet. 
Tous deux furent pris, bien malgré eux, dans une dispute bien oubliée aujourd’hui : la « grande querelle des Rhétoriqueurs » ; Déshonneur suprême, ils furent même traités de « plus Grands rhétoriqueurs » car pour certains : « leur prose surpassent leurs vers ».
Il fait des études brillantes à Valenciennes auprès de son oncle Jean Molinet. À la fin de son cursus, il parle plusieurs langues, et entre en 1498, au service du duc Pierre II de Bourbon en tant que clerc de finances. 
En 1503, à l'occasion du décès de son protecteur, il donne le premier de ses poèmes, le Temple d'honneur et des vertus, Panégyrique du duc de Bourbon adressé à sa veuve Anne de Beaujeu ; Poème poignant où il représente par six statues métaphoriques les vertus cardinales du duc. Beaucoup pensent qu'il a exagéré, pour des raisons conventionnelles, la douleur de la veuve, mais ce poème deviendra une référence rhétorique. La même année, il compose La Plainte du Désiré où il déplore la mort de Louis de  Luxembourg-Ligny.  L'année suivante, il reprend le principe de la métaphore et dans son poème la Couronne margaritique, ce sont dix nymphes qui représentent les dix plus grandes qualités de l'épouse (princesse) du duc de Savoie qui venait de mourir.
Il poursuit sa carrière de poète lors du décès de Philibert II de Savoie, en 1504. Cette même année, il se rattache à la maison de Marguerite d'Autriche, gouvernante des Pays-Bas, dont son oncle était bibliothécaire. Il écrivit en son honneur ses livres des regrets sur la mort du roi d'Espagne, Philippe Ier, frère de Marguerite, et ses deux épîtres de l'« amant vert » (en fait le perroquet favori de Marguerite).
En 1505, il devient historiographe de Philippe le Beau.
À la mort de son oncle Molinet, il hérita de sa charge de bibliothécaire et devint, en 1508, indiciaire de la Maison de Bourgogne et historiographe de Marguerite. C'est alors qu'il commença un ouvrage intitulé Les Illustrations de Gaule, dont la première partie parut en 1509 et la seconde trois ans après.
On peut noter dans l'histoire du terme wallon, il est le premier à différencier la langue romane des Pays-Bas de la langue française et à l'identifier sous le vocable de « vuallon » dans cet ouvrage.
En 1511, il publie un pamphlet politique : le Traité de la différence des schismes et des conciles de l'Eglise, dirigé contre le pape Jules II.
Jean Lemaire s'établit ensuite en France où le roi Louis XII (1462 - 1515) lui offre, en 1513, la place d'historiographe du Roi. Ce roi le chargea de plusieurs missions en Italie et il prit la plume pour le roi de France contre le pape. Il décrit en 1513, dans la Concorde des deux langages, le temple de Vénus en vers italiens, puis en prose et en vers français le temple de Minerve, espérant voir ainsi s'opérer la « concorde » des deux langues. La dernière œuvre du poète, publiée en 1525, après sa mort, les Contes d'Atropos et de Cupidon, marque un retour au genre idyllique. 
À la mort de Louis XII, il perd sa place d'historiographe et, rejeté par l'Église, il est vite réduit à une vie de misère.

## Œuvres
1. Le Temple d'Honneur et de Vertu, écrit en 1503 à l'occasion de la mort du duc de Bourbon en octobre 1503.
2. La Plainte du Désiré, deux mois plus tard pour le comte de Ligny (1504).
3. La Couronne Margaritique (1504, mais publié en 1549, à Lyon, à la suite de la redécouverte du manuscrit près de Mâcon), consacré à Philibert II de Savoie (mort en 1504) et à sa veuve, Marguerite d'Autriche.
4. Première puis Seconde Épître de l'Amant vert (1505).
5. Les Regrets de la dame infortunée sur le trépas de son très cher frère (1506), consacré à Marguerite d'Autriche.
6. Les Chansons de Namur (1507), célèbre une victoire de paysans bourguignons sur des chevaliers français.
7. La Concorde du genre humain, composé pour fêter les traités de Cambrai (décembre 1508) signés pendant les guerres d'Italie par une coalition comprenant le pape Jules II, Maximilien Ier et Ferdinand II le Catholique, ligués contre Venise.
8. La Légende des Vénitiens, Lyon, 1509, pamphlet contre la république de Venise au profit de Louis XII et de la ligue de Cambrai. (Édition critique par Anne Schoysman, Académie royale de Belgique, Bruxelles, 1999.)
9. Les Epîtres de l'Amant vert (1510), les épîtres amoureuses héritées d'Ovide (les Héroïdes) sont à la mode au début du XVIe siècle. Jean Lemaire suppose que le perroquet de Marguerite d'Autriche, dévoré par un chien, s'est en fait suicidé en raison de l'amour désespéré qu'il voue à sa maîtresse.
10. Le Traité de la différence des schismes et des conciles (1511) est un  violent plaidoyer gallican après le retournement du pape contre la France.
11. Ses Illustration des Gaules et Singularité de Troie paraissent en 1511 (premier livre) et 1512 (deuxième et troisième livres).(Lire en ligne une réédition de 1548 des 3 parties)
Il s'agit d'une fresque mythique en prose, qui s'appuie sur des sources considérées comme légendaires par la plupart des historiens, où à la suite d'auteurs médiévaux (dont Jacques de Guyse), il perpétue le récit d'une nation gauloise puis française ayant des troyens comme ascendants des rois belges et des Francs, théorie encore considérée avec sérieux à l'époque. Remontant au Déluge, il cherche à démontrer que les Gaulois descendent directement de Noé et qu'ils sont à l'origine de la fondation de Troie. Les Francs sont selon lui, issus de Francus, fils d'Hector, sauvé de la mort par Jupiter. Francus navigua de Troie jusqu'en Gaule pour fonder une ville nommée Paris, en mémoire de son oncle, le ravisseur d'Hélène. Cette légende racontée dans la Chronique du pseudo-Frédégaire datant du VIIe siècle sera reprise plus tard par Ronsard dans La Franciade en 1572. Illustrations des Gaules et singularitez de Troye (1512) est son œuvre la plus importante. Pasquier en dira : « Je le loue d'avoir enrichi la langue française d'une infinité de beaux traits tant en prose qu'en vers ».
12. Le Promptuaire des conciles de l'Église catholique (1512).
13. Conte de Cupido et Atropos (1512), conte moralisateur en vers sur le  mal de Naples, la syphilis, que les Français prétendaient avoir rapporté des guerres d'Italie.
14. Traité de la Concorde des deux langages. Cet essai de philologie en vers et prose annonce les travaux des humanistes du XVIe siècle. Il traite de la rivalité des langues française et italienne, dans un texte composé pour une part de tercets italiens et de l'autre d'alexandrins français qui entend concourir à la bonne entente des deux langues.

- [1] & [3] ont été rédigés aux fins de glorifier Marguerite d'Autriche.
- [8] & [10] ont été rédigés, certainement sur commande, contre la Papauté.

### Illustrations de Gaule et Singularités de Troie

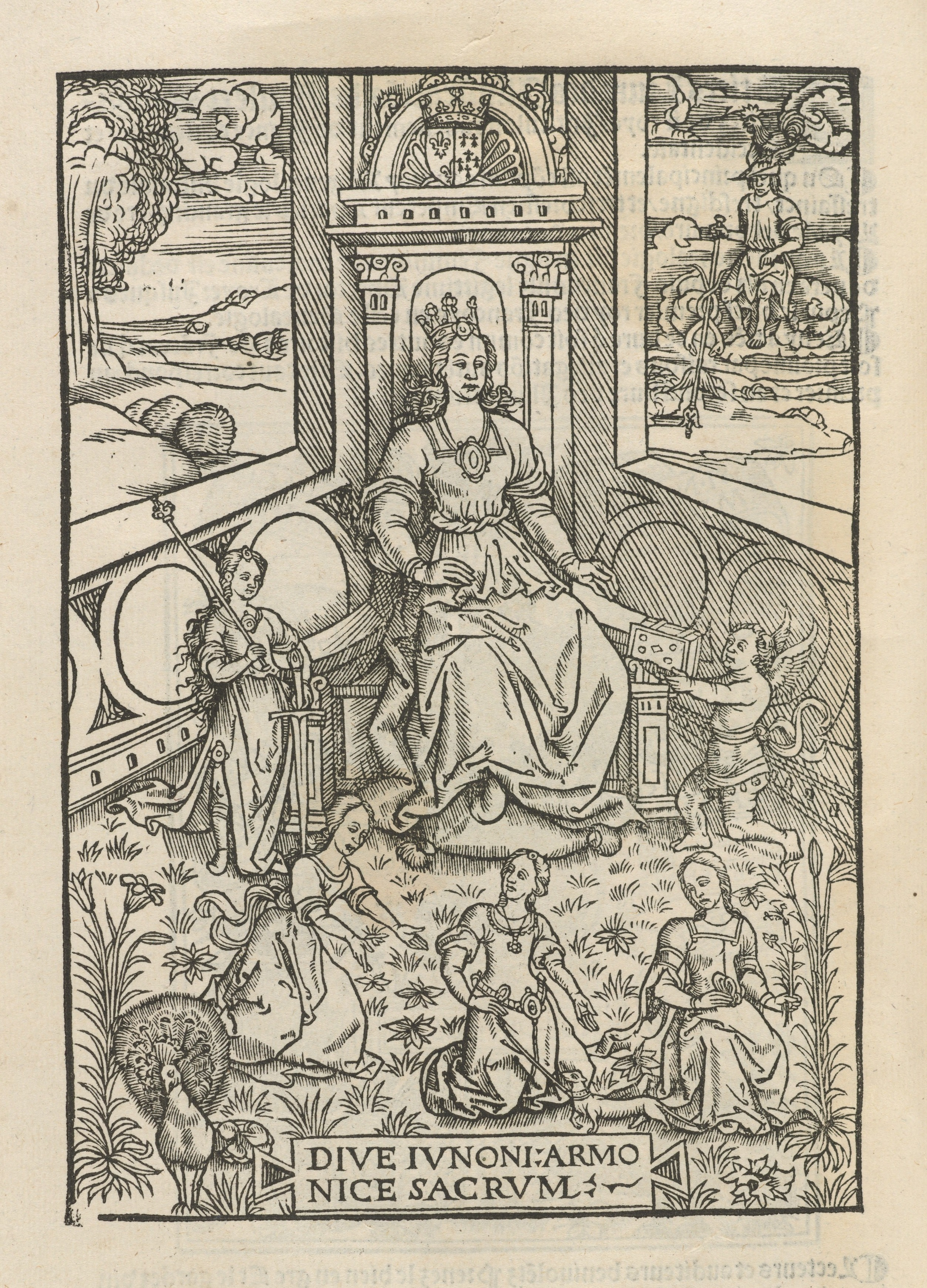
Les illustrations de Gaule et sĩgularitez de Troye, 1512.

Jean Lemaire de Belges est notamment connu pour avoir renouvelé la légende de l'origine troyenne des Francs. Peu après 1500, ses Illustrations de Gaule et Singularité de Troie en opère une reconstruction qui maintient le principe de l'origine commune des Gaulois et des Francs, mais au lieu de faire de ces deux peuples deux vagues de réfugiés troyens arrivés en Gaule à des époques différentes, il fait non des Troyens les ancêtres des Gaulois mais des Gaulois les ancêtres des Troyens. Selon ce schéma, lorsque les Francs, descendants des Troyens et donc des Gaulois s'installeront en Gaule, ils ne feront que retrouver leur patrie d'origine. Là encore, l'unité des Gaulois et des Francs est un thème primordial.
Jean Lemaire de Belges institue également un double rattachement de cette légende à la tradition chrétienne : l'un au niveau des origines des Gaulois qui sont issus de Noé, l'autre au niveau des mœurs des Gaulois dont la religion pure et élevée préfigure le christianisme. Les Gaulois sont un peuple remarquable par l'instruction, les lois et la religion.
Jean Lemaire de Belges décrit la guerre de Troie d'après Darès le Phrygien, Dictys de Crète et Homère et il enchaîne sur la fuite de Francion vers la Gaule où celui-ci s'établit. D'autres Troyens fondent un État autour de Sicambrie. Plusieurs siècles plus tard, les descendants des fondateurs de Sicambrie sont séduits par la bonté d'Octave et se soumettent à Rome. Ils émigrent alors vers la Germanie puis en Gaule où les attendent les descendants de Francion. Cette version est comparable aux précédentes. 
Mais Jean Lemaire de Belges inclut ces événements dans une histoire générale des Gaulois qui passe au premier plan. La Gaule fut selon lui peuplée par Samothès, quatrième fils de Japhet. Ses successeurs règnent sur un peuple instruit, disciplinés par les lois, remarquable par sa religion. Les Gaulois bâtissent des cités et créent des universités. Le frère de l'un de leurs rois est proscrit par les siens : il s'enfuit en Asie et y fonde Troie, apportant au monde grec la culture gauloise. Comme les celtes de Galatie, Troie est donc d'origine gauloise. Ce remaniement est centré sur les Gaulois indigènes en Gaule depuis les temps bibliques. Il permet d'incorporer dans le mythe l'origine des Gaulois que le grand renouvellement des connaissances sur la Gaule au XVe siècle rendait prestigieux. Une série de tapisseries illustrant l'Histoire fabuleuse des Gaules, tissée à Arras vers 1530 et conservée à Beauvais au musée départemental de l'Oise, est directement inspirée des écrits de Jean Lemaire de Belges.

### Tenture de l'Histoire des Gaules

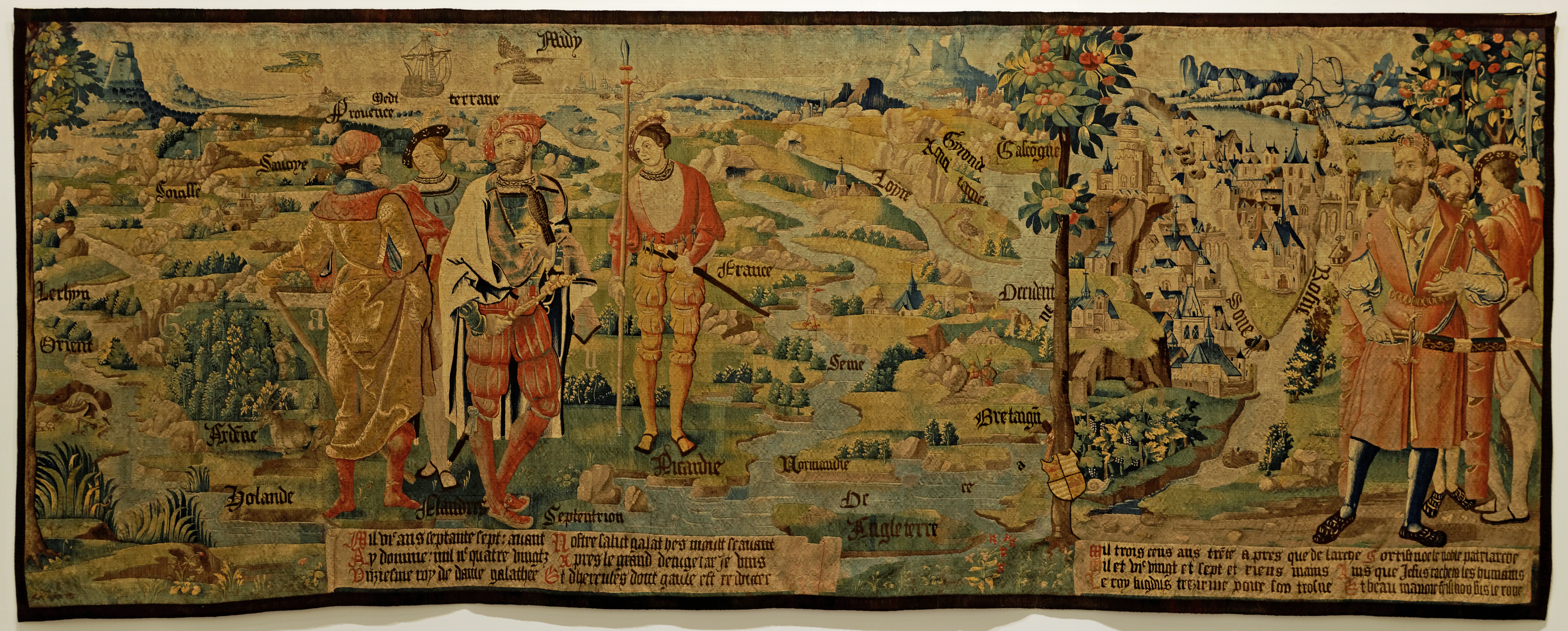
Tenture de lHistoire des Gaules, déposé après 1530 dans la cathédrale de Beauvais.

En 1530, un clerc de la cathédrale de Beauvais passe commande d'une tapisserie directement inspirée de l'ouvrage alors très célèbre Illustrations de Gaule et singularités de Troie. Cette œuvre en cinq pièces de tapisserie a été réalisé par un atelier inconnu. En comparant les styles de plusieurs autres pièces, des spécialistes estiment qu'elles doivent provenir du milieu parisien, sensible au maniérisme anversois. 
Les personnages, identifiés par des poèmes placés en bas des scènes, sont des personnages mythiques : Galathès, onzième roi des Gaules, et Lugdus, fondateur de Lyon et treizième roi des Gaules. Cette tapisserie illustre les écrits de Lemaire de Belges sur les origines mythiques des villes de France et très appréciées à l'époque. Ces fables sont reprises dans de nombreux ouvrages dont les Anticques érections des Gaules publiées par Gilles Corrozet à Paris en 1535. Toutefois, si cette tapisserie s'inspire essentiellement des écrits de Lemaire de Belges, il s'agit également d'une œuvre à clef présentant des événements contemporains : le retour des fils de François Ier en France après le règlement de la rançon du roi, fait prisonnier à Pavie, et le mariage de François Ier avec Eléonore de Habsbourg.

### Texte
Chanson de Galathée, bergère
Arbres feuillus, revêtus de verdure,
Quand l'hiver dure on vous voit désolés,
Mais maintenant aucun de vous n'endure
Nulle laidure, ains vous donne nature
Riche peinture et fleurons à tous lez,
Ne vous branlez, ne tremblez, ne croulez,
Soyez mêlés de joie et flourissance :
Zéphire est sus donnant aux fleurs issance.
Gentes bergerettes,
Parlant d'amourettes
Dessous les coudrettes
Jeunes et tendrettes,
Cueillent fleurs jolies :
Framboises, mûrettes,
Pommes et poirettes
Rondes et durettes,
Fleurons et fleurettes
Sans mélancolie.
Sur les préaux de sinople vêtus
Et d'or battu autour des entellettes
De sept couleurs selon les sept vertus
Seront vêtus. Et de joncs non tordus,
Droits et pointus, feront sept corbeillettes ;
Violettes, au nombre des planètes,
Fort honnêtes mettront en rondelet,
Pour faire à Pan un joli chapelet.
Là viendront dryades
Et hamadryades,
Faisant sous feuillades
Ris et réveillades
Avec autres fées.
Là feront naïades
Et les Oréades,
Dessus les herbades,
Aubades, gambades,
De joie échauffées.
Quand Aurora, la princesse des fleurs,
Rend la couleur aux boutonceaux barbus,
La nuit s'enfuit avecques ses douleurs ;
Ainsi font pleurs, tristesses et malheurs,
Et sont valeurs en vigueur sans abus,
Des prés herbus et des nobles vergiers
Qui sont à Pan et à ses bergiers.
Chouettes s'enfuient,
Couleuvres s'étuient,
Cruels loups s'enfuient,
Pastoureaux les huient
Et Pan les poursuit.
Les oiselets bruyent,
Les cerfs aux bois ruyent
Les champs s'enjolient,
Tous éléments rient
Quand Aurora luit.

## Son apport
Il peut être rattaché aux grands rhétoriqueurs, mais annonce aussi dans une certaine mesure l'humanisme de la Pléiade de par son goût pour l'Antiquité, son souci du rythme et du choix du vocabulaire et son art poétique qui milite pour la langue française.

### Hommages
- Hélisenne de Crenne en fera une de ses principales sources d'inspiration et lui rendra hommage à travers de nombreux emprunts (pratique littéraire fréquente à l'époque).
- Pour Pasquier, il a enrichi la langue française d'une infinité de beaux traits tant en prose qu'en vers.
- Pour Pierre Larousse : «Les vers de Le Maire sont d'une bonne facture et contiennent d'ingénieuses allégories. Il eut, d’ailleurs le mérite de signaler le mauvais effet des césures tombant sur des syllabes muettes, et Marot, frappé de cette observation, en fit une loi que l'usage a consacrée."
- Clément Marot imitera son Temple de Vénus dans La Concorde des deux langages.
- Joachim du Bellay lui rendra l'hommage de la Pléiade.
- Guillaume Crétin le qualifia de « monarque de la rhétorique française ».

### La «querelle des rhétoriqueurs»
Ce nom vient de la « seconde rhétorique », qui codifie alors la poésie. On leur reproche d’abord d’être trop proches (et donc trop complaisants) avec les puissants de l’époque : les Princes. Certes, Le Maire, Marot, Molinet, etc. ne sont pas des Villon ou des Abélard… Poètes de cour, ils ne forment pas vraiment une école littéraire, mais, proches du pouvoir, comme diplomates, indiciaires (historiographes) ou secrétaires, ils communiquent entre eux et adoptent des principes d'écriture comparables. 
Innovateurs, ils affirment leur virtuosité technique dans des poèmes amples et surchargés, se jouant des mots (et des maux) dans force métaphores et jeux poétiques (acrostiches, palindromes, rimes équivoquées, fatras, coq-à-l'âne…). 
Pour certains, cette virtuosité est antonyme de la poésie qui exige avant toute chose, « sincérité et spontaneité ». Mais n’est-ce pas justement cette même virtuosité qui - en explorant les potentialités de la langue française à une période-clé, où celle-ci est juste en cours de se stabiliser – permet à ces poètes d'illustrer cette langue de la plus belle façon et simultanément d’en recueillir l'hoir médiéval venu des  Chartier, de Meung, Villon, …? Héritage, que Clément Marot et ses disciples perpétueront et vivifieront à la génération suivante ?[réf. nécessaire]
Envoyés aux « oubliettes de l’histoire littéraire », selon le mot de Sainte-Beuve, les Rhétoriqueurs sont actuellement redécouverts par les chercheurs après avoir été longtemps dédaignés par la critique.